# Daniel Dixon
Daniel Dixon (Great Falls, Virginia, 13 de febrero de 1994) es un baloncestista estadounidense que pertenece a la plantilla de los Windy City Bulls de la G League. Con 1,98 metros de estatura, juega en la posición de escolta.

## Trayectoria deportiva

### Universidad
Jugó cuatro temporadas con los Tribe del College of William & Mary, en las que promedió 11,9 puntos, 3,3 rebotes y 1,6 asistencias por partido. En su última temporada fue incluido en el mejor quinteto de la Colonial Athletic Association.

### Profesional
Tras no ser elegido en el Draft de la NBA de 2017, disputó las Ligas de Verano de la NBA con los Boston Celtics, con los que jugó dos partidos en los que apenas tuvo participación. Fichó por los Celtics en el mes de agosto, pero fue despedido en octubre sin disputar ni un partido. Acabó fichando por el filial de Boston en la G League, los Maine Red Claws, donde completó una temporada en la que promedió 13,3 puntos, 4,8 rebotes y 2,7 asistencias por partido.
El 20 de agosto de 2018 firmó contrato con el JL Bourg Basket de la Pro A francesa, pero fue cortado tras dos partidos, regresando a su país para jugar con los Northern Arizona Suns de la G League.
[actualizar]